# Marquesat d'Urquijo
El Marquesat d'Urquijo és un títol nobiliari espanyol que el rei Amadeu I va concedir el 13 de maig de 1871 al financer i polític alabès Estanislao de Urquijo y Landaluce.
D'extracció humil, Estanislao de Urquijo va aconseguir ascendir econòmica i socialment fins al punt d'iniciar una de les sagues polític-econòmiques més importants del país durant el segle xix i xx, que es perllongaria amb el seu nebot Juan Manuel i els descendents d'aquest.
Estanislao de Urquijo Ussía, tercer marquès d'Urquijo, va obtenir el 18 de novembre de 1918 de mans del rei Alfonso XIII la Grandesa d'Espanya per a aquest títol. Així mateix va ser creat I marquès de Bolarque en 1913.
Juan Manuel de Urquijo y Landecho, IV marquès d'Urquijo, va ostentar també els títols de XIII marquès de Loriana i IX marquès de Villar del Águila.
En 1980 la cinquena marquesa i el seu marit van ser assassinats, en un dels casos d'assassinat més coneguts de la història d'Espanya.

## Marquesos d'Urquijo
|                                | Titular                            | Període                        |
| Creació per Amadeu I d'Espanya | Creació per Amadeu I d'Espanya     | Creació per Amadeu I d'Espanya |
| ------------------------------ | ---------------------------------- | ------------------------------ |
| I                              | Estanislao de Urquijo y Landaluce  | 1871-1889                      |
| II                             | Juan Manuel de Urquijo y Urrutia   | 1889-1914                      |
| III                            | Estanislao de Urquijo y Ussía      | 1914-1948                      |
| IV                             | Juan Manuel de Urquijo y Landecho  | 1948-1968                      |
| V                              | María Lourdes de Urquijo y Morenés | 1969-1980                      |
| VI                             | Juan Manuel de la Sierra y Urquijo | 1982- actual titular           |

## Història dels marquesos d'Urquijo
- Estanislao de Urquijo y Landaluce (1817-1889), I marquès d'Urquijo. El succeí el fill el seu germà Fulgencio de Urquijo y Landaluce i de la seva esposa esposa María de Urrutia y Aguirre, per tant el seu nebot:

- Juan Manuel de Urquijo y Urruti-Jacob (1843-1914), II marquès d'Urquijo.

1. Casat amb María de los Dolores de Ussía y Aldama, el succeí el seu fill:

- Estanislao de Urquijo y Ussía (1872-1948), III marquès d'Urquijo, I marquès de Bolarque, Gentilhombre Gran d'Espanya amb exercici i servitud del Rei Alfons XIII.

1. Va casar amb María de Landecho y Allendesalazar, VIII marquesa de Cábrega, Dama de la Reina Victòria Eugènia d'Espanya. Li va succeir el seu fill:

- Juan Manuel de Urquijo y Landecho (1899-1968), IV marquès d'Urquijo, IX marquès de Villar del Águila (per rehabilitació al seu favor en 1919), XIII marquès de Loriana (per rehabilitació al seu favor en 1919). (En el marquesat de Bolarque el va succeir el seu germà Luis de Urquijo i Landecho).

1. Va casar amb Teresa Morenés y Carvajal. Li va succeir la seva filla:

- María de Lourdes de Urquijo y Morenés (1935-1980), V marquesa d'Urquijo, X marquesa de Villar del Águila, XIV marquesa de Loriana (per cessió del seu pare en 1995).

Casat amb Manuel de la Sierra y Torres. La succeí el seu fill:
- Juan Manuel de la Sierra y Urquijo (nascut en 1958), VI marquès d'Urquijo, XV marquès de Loriana.

1. Casat amb Rocío Caruncho y Fontela.